# Супермен (фильм, 1978)
«Супермен» (англ. Superman) — художественный супергеройский фильм, экранизация комикса издательства DC Comics об одноимённом супергерое. Фильм снят совместно Великобританией, Швейцарией, Панамой и Соединёнными Штатами. В главных ролях снялись: Кристофер Рив — роль Супермена, Джин Хэкмен — роль Лекса Лютора, Марлон Брандо — роль Джор-Эла, отца Супермена, Марго Киддер — роль Лоис Лейн. Также в фильме снялись Гленн Форд, Джеки Купер, Тревор Ховард, Теренс Стэмп, Валери Перрин, Нед Битти, Мария Шелл и Сара Дуглас. В фильме показано происхождение персонажа, начиная с младенчества на планете Криптон, его детство и юность в небольшом городе Смолвиль, работа репортёром в Метрополисе под прикрытием Кларка Кента и противостояние со злодеем Лексом Лютором.
До того, как был привлечен Ричард Доннер, в качестве режиссера рассматривались кандидатуры нескольких режиссеров, прежде всего Гая Хэмильтона. В качестве сценаристов были наняты Марио Пьюзо, Дэвид Ньюман, Лесли Ньюман и Роберт Бентон. Том Манкевич, переписавший сценарий, был указан в титрах как «креативный консультант». Было принято решение снимать фильм «Супермен» и его сиквел «Супермен 2» одновременно. Съёмки начались в марте 1977 года и продлились до октября 1978 года. После разногласий, возникших между Доннером и продюсерами, было принято решение прекратить съёмки сиквела и закончить сначала первый фильм.
Бюджет фильма составлял 55 миллионов долларов. «Супермен» вышел на экраны в декабре 1978 года, его мировые кассовые сборы фильма достигли 300 миллионов долларов, что являлось вторым результатом по сборам в году. Особо была отмечена игра Кристофера Рива: он получил премию BAFTA. Фильм был номинирован на премию «Оскар» в категориях «Лучший звук», «Лучший монтаж», «Лучшая музыка», и получил специальную премию «Оскар» за особые достижения за визуальные эффекты. Являясь первопроходцем в использовании спецэффектов и повествовании научно-фантастических сюжетов, фильм предвосхитил массовую популярность голливудских фильмов о супергероях. В 2017 году был внесён в Национальный реестр фильмов.

## Сюжет
На планете Криптон Совет единогласно приговаривает троих вождей мятежа во главе с генералом Зодом к заточению в Фантомной зоне. Решающий голос оказывается за учёным, членом Совета Джор-Элом. Зод призывает Джор-Эла присоединиться к ним, обещая поделиться властью, но учёный неумолим, и мятежники отправляются в заточение. Джор-Эл призывает Совет объявить эвакуацию населения, поскольку солнце Криптона через месяц станет сверхновой звездой. Однако, Совет отказывается поверить Джор-Элу и под угрозой обвинения в мятеже, добиваются от него обещания молчать. Чтобы спасти своего сына Кал-Эла, Джор-Эл запускает космический аппарат, отправивший его к Земле - планете с подходящей атмосферой, где Кал-Эл получит сверхчеловеческие способности. Вскоре после запуска, солнце Криптона взрывается, уничтожая планету.
Корабль приземляется рядом со Смолвилем, штат Канзас. Кал-Эла, которому уже три года, находят Джонатан и Марта Кент. Пораженные тем, что он смог поднять их грузовик, они берут его на свою ферму и растят как собственного сына, назвав его Кларком по девичьей фамилии Марты.
В 18 лет, вскоре после смерти Джонатана из-за сердечного приступа, Кларк слышит некий «звонок» и обнаруживает светящийся кристалл в останках своего корабля. Это вынуждает его отправиться в Арктику, где кристалл строит Крепость Одиночества. Там появляется голограмма Джор-Эла и объясняет происхождение Кларка, его силы и обязанности. После 12 лет обучения Кларк покидает крепость, надевает сине-красный костюм с символом рода Эл на груди и становится репортером газеты «Daily Planet» в Метрополисе. У него возникает романтическое влечение к коллеге Лоис Лейн.
Лоис попадает в аварию на вертолёте, и Кларк впервые использует свои силы прилюдно, чтобы спасти её, вызывая восхищение толпы. Далее, он мешает вору ограбить Солоу-билдинг, снимает с дерева кошку девочки в Бруклин-Хайтс и спасает борт № 1 после удара молнии, разрушившей двигатель. Став местной знаменитостью, он навещает Лоис следующей ночью и летает с ней над городом, позволяя ей взять у него интервью для статьи, в которой она называет его «Супермен».
Гений преступного мира Лекс Лютор задумал нанести удар украденной ракетой в Калифорнийский жёлоб. После мощного землетрясения Калифорния ушла бы под воду, а никчёмная полоса земли в пустыне, купленная Лютором, превратилась бы в морское побережье. Узнав о том, что армия и флот США начали испытания двух атомных ракет, он крадёт одну из них.
Зная, что Супермен может сорвать его план, Лютор заманивает его в подземную пещеру и подвергает воздействию криптонита. Когда Супермен слабеет, Лютор продолжает насмехаться над ним, показывая, что другая ракета направляется к городу Хакенсак (Нью-Джерси), зная, что даже Супермен не сможет остановить оба удара. Ева Тешмахер, сообщница Лютора, находится в ужасе, потому что её мать живёт в Хакенсаке, но Лютор игнорирует её и оставляет Супермена на медленную смерть. Зная его репутацию всегда держать своё слово, Тешмахер освобождает Супермена при условии, что тот в первую очередь займется ракетой в Нью-Джерси. После того, как Супермен направляет ракету в космическое пространство, другая взрывается возле Сан-Андреаса. Он смягчает последствия ядерного взрыва, избавляясь от загрязнения Земли, но ударная волна разрушает мост Золотые ворота и знак Голливуда.
Пока Супермен спасает людей от землетрясения, машина Лоис Лейн проваливается в трещину, возникшую из-за подземных толчков. Автомобиль стремительно заполняется землёй и обломками, и Лоис погибает задохнувшись. Потрясённый своей неспособностью её спасти, Супермен пренебрегает предостережением Джор-Эла о невмешательстве в ход человеческой истории. Он ускоряется, облетая Землю, и поворачивает время вспять, чтобы спасти Лоис. После этого он отправляет Лекса Лютора за решётку и взлетает в небо, готовый к новым подвигам.

## Актёрский состав
- Кристофер Рив в роли Кларка Кента / Супермена: 
  - Джефф Ист в роли подростка Кларка Кента:
- Джин Хэкман в роли Лекса Лютора
- Марлон Брандо в роли Джор-Эла[англ.]
- Нед Битти в роли Отиса.
- Джеки Купер в роли Перри Уайта[англ.]:
- Гленн Форд в роли Джонатана Кента: .
- Тревор Ховард в роли первого старейшины: Глава Криптонского Совета.
- Марго Киддер в роли Лоис Лейн: Репортёр Daily Planet
- Джек О’Хэллоран[англ.] в роли Нона[англ.].
- Валери Перрин в роли Евы Тешмахер[англ.]: Подруга и сообщница Лекса Лютора
- Мария Шелл в роли Вонд-Ах: Как и Джор-Эл, ведущий криптонский ученый.
- Теренс Стэмп в роли Генерала Зода
- Филлис Такстер в роли Марты Кент (урожденная Кларк): приёмная мать Кларка Кента.
- Сюзанна Йорк в роли Лары[англ.]: Биологическая мать Супермена на Криптоне.
- Марк Макклюр в роли Джимми Олсена[англ.]: Фотограф-подросток из Daily Planet
- Сара Дуглас в роли Урсы[англ.]: Заместитель генерала Зода
- Гарри Эндрюс в роли второго старейшины.

Кирк Элин и Ноэль Нилл камео появились в роли родителей Лоис Лейн Сэма Лейн и Эллы Лейн в удалённой сцене, которая была восстановлена в более поздних выпусках домашних медиа. Элин и Нил сыграли Супермена и Лоис Лейн в киносериалах «Супермен» (1948) и «Атомный человек против Супермена» (1950) и были первыми актёрами, которые сыграли персонажей на экране в формате «живого» действия. Нилл повторила свою роль в телесериале 1950-х годов «Приключения Супермена».
Ларри Хэгмэн и Рекс Рид также сделали камеи; Хэгмэн играет армейского майора, отвечающего за конвой, который перевозит одну из ракет, а Рид играет самого себя, когда он встречает Лоис и Кларка у штаб-квартиры Daily Planet.

## Саундтрек
2000 Rhino полный альбом саундтрек
| №   | Название                           | Длительность |
| --- | ---------------------------------- | ------------ |
| 1.  | «Prelude and Main Title March**»   | 5:30         |
| 2.  | «The Planet Krypton**»             | 6:40         |
| 3.  | «Destruction of Krypton**»         | 7:52         |
| 4.  | «Star Ship Escapes*»               | 2:21         |
| 5.  | «The Trip to Earth»                | 2:29         |
| 6.  | «Growing Up**»                     | 2:35         |
| 7.  | «Death of Jonathan Kent*»          | 3:24         |
| 8.  | «Leaving Home»                     | 4:52         |
| 9.  | «The Fortress of Solitude**»       | 9:18         |
| 10. | «Welcome to Metropolis*»           | 2:12         |
| 11. | «Lex Luthor's Lair**»              | 4:48         |
| 12. | «The Big Rescue*»                  | 5:55         |
| 13. | «Super Crime Fighter**»            | 3:20         |
| 14. | «Super Rescues**»                  | 2:14         |
| 15. | «Luthor's Luau (Source)*»          | 2:48         |
| 16. | «The Planet Krypton (Alternate)**» | 4:25         |
| 17. | «Main Title March (Alternate)»     | 4:37         |

| №   | Название                                         | Длительность |
| --- | ------------------------------------------------ | ------------ |
| 1.  | «Superman March (Alternate)**»                   | 3:49         |
| 2.  | «The March of the Villains»                      | 3:36         |
| 3.  | «The Terrace*»                                   | 1:34         |
| 4.  | «The Flying Sequence»                            | 8:14         |
| 5.  | «Lois and Clark*»                                | 0:50         |
| 6.  | «Crime of the Century*»                          | 3:24         |
| 7.  | «Sonic Greeting*»                                | 2:22         |
| 8.  | «Misguided Missiles and Kryptonite*»             | 3:27         |
| 9.  | «Chasing Rockets**»                              | 4:55         |
| 10. | «Superfeats**»                                   | 4:53         |
| 11. | «Super Dam and Finding Lois**»                   | 5:11         |
| 12. | «Turning Back the World»                         | 2:07         |
| 13. | «Finale and End Title March**»                   | 5:42         |
| 14. | «Love Theme from Superman»                       | 5:06         |
| 15. | «Can You Read My Mind (Alternate)*»              | 2:58         |
| 16. | «The Flying Sequence / Can You Read My Mind»     | 8:10         |
| 17. | «Can You Read My Mind (Alternate Instrumental)*» | 2:57         |
| 18. | «Theme from Superman (Concert Version)»          | 4:24         |

* Ранее неизданный подбор
** Содержит ранее не выпущенный материал

## Награды и номинации
Списки American Film Institute
- 100 лучших героев и злодеев по версии AFI: 2003 год
  - Супермен (Кларк Кент) — герой (26 место)[8]
  - Лекс Лютор — злодей
- 100 лучших песен из американских фильмов за 100 лет по версии AFI:
  - Can You Read My Mind — номинация
- 100 известных цитат из американских фильмов за 100 лет по версии AFI:
  - «I’m here to fight for truth, justice, and the American way.» — номинация
- Лучшая музыка в американских фильмах за 100 лет по версии AFI — номинация
- 100 самых вдохновляющих американских фильмов за 100 лет по версии AFI — номинация
- 10 лучших американских фильмов в 10 классических жанрах по версии AFI — номинация «Фэнтези фильм»

| Награда        | Категория                                       | Номинант | Результат | Пр.    |
| -------------- | ----------------------------------------------- | --- | --------- | ------ |
| Оскар          | Лучший монтаж                                   | Стюарт Бейрд | Номинация | [ 9 ]  |
| Оскар          | Лучшая музыка                                   | Джон Уильямс | Номинация | [ 9 ]  |
| Оскар          | Лучший звук                                     | Гордон К. МакКаллум, Грэм В. Хартстоун, Николас Ле Месуриер, Рой Чарман | Номинация | [ 9 ]  |
| Оскар          | Лучшие визуальные эффекты                       | Лес Боуи, Колин Чилверс, Денис Н. Куп, Рой Филд, Дерек Меддингс, Зоран Перишич | Победа    | [ 9 ]  |
| BAFTA          | Лучшая мужская роль второго плана               | Джин Хэкмен | Номинация | [ 10 ] |
| BAFTA          | Лучшая операторская работа                      | Джеффри Ансуорт | Номинация | [ 10 ] |
| BAFTA          | Лучшая работа художника-постановщика            | Джон Бэрри | Номинация | [ 10 ] |
| BAFTA          | Лучший звук                                     | Крис Гринхэм, Гордон МакКаллум, Питер Пеннелл, Майк Хопкинс, Пэт Фостер, Стэн Фиферман, Джон Фостер, Рой Чарман, Норман Болланд, Брайан Маршалл, Чарльз Шмитц, Ричард Рагузе и Крис Лардж | Номинация | [ 10 ] |
| BAFTA          | Самый перспективный новичок в главных киноролях | Кристофер Рив | Победа    | [ 10 ] |
| BAFTA          | Выдающийся британский вклад в кинематограф      | Лес Боуи, Колин Чилверс, Денис Н. Куп, Рой Филд, Дерек Меддингс, Зоран Перишич, Уолли Виверс                                                                                              | Победа    | [ 10 ] |
| Золотой глобус | Лучшая музыка                                   | Джон Уильямс | Номинация | [ 11 ] |
| Сатурн         | Лучший научно-фантастический фильм              | Пьер Спенглер | Победа    | [ 12 ] |
| Сатурн         | Лучшая режиссура                                | Ричард Доннер | Номинация | [ 12 ] |
| Сатурн         | Лучший актёр                                    | Кристофер Рив | Номинация | [ 12 ] |
| Сатурн         | Лучшая актриса                                  | Марго Киддер | Победа    | [ 12 ] |
| Сатурн         | Лучшая актриса второго плана                    | Валери Перрин | Номинация | [ 12 ] |
| Сатурн         | Лучшие костюмы                                  | Ивонн Блейк и Ричард Бруно | Номинация | [ 12 ] |
| Сатурн         | Лучшая музыка                                   | Джон Уильямс | Победа    | [ 12 ] |
| Сатурн         | Лучшие спецэффекты                              | Колин Чилверс | Победа    | [ 12 ] |
| Хьюго          | Лучшая постановка                               | Ричард Доннер, Марио Пьюзо, Дэвид Ньюман, Лесли Ньюман, Роберт Бентон, Джерри Сигел и Джо Шустер                                                                                          | Победа    | [ 13 ] |
| Грэмми         | Лучший саундтрек для визуальных медиа           | Джон Уильямс | Победа    |        |